# فرنک (ویرجینیای غربی)
فرنک(به انگلیسی: Frank) شهری در ایالت ویرجینیای غربی کشور ایالات متحده آمریکا است که جمعیت آن در سرشماری سال ۲۰۱۰ میلادی، ۹۰ نفر بوده‌است.